# Landschaftsschutzgebiet Gewässersystem des Willohsiepens und des Rosentalsiepens mit namenlosem Zufluss nordöstlich Mönekind mit angrenzendem Hangmagergrünland nördlich Mönekind
Das Landschaftsschutzgebiet Gewässersystem des Willohsiepens und des Rosentalsiepens mit namenlosem Zufluss nordöstlich Mönekind mit angrenzendem Hangmagergrünland nördlich Mönekind mit 31,78 ha Größe liegt im Stadtgebiet von Schmallenberg. Das Gebiet wurde 2008 vom Kreistag des Hochsauerlandkreises mit dem Landschaftsplan Schmallenberg Nordwest als Landschaftsschutzgebiet (LSG) ausgewiesen. 

## Beschreibung
Das LSG geht bis an die Häuser von Mönekind. Es handelt sich um Wiesentalbereiche des Willohsiepens, des Rosentalsiepens und eines namenlosen Baches, ferner um einen Hangmagergrünlandbereich. Das Magergrünland und die Bäche sind ein gesetzlich geschütztes Biotop nach § 30 BNatSchG.

## Schutzzweck
Die Ausweisung erfolgte zur Ergänzung der Naturschutzgebiets-Ausweisung in den Talauen von Schmallenberg um ein Offenlandbiotop-Verbundsystem zu schaffen, damit Tiere und Pflanzen Wanderungs- und Ausbreitungsmöglichkeiten behalten, und dem Erhalt der Vorkommen geschützter Vogelarten sowie dem Schutz artenreicher Pflanzengesellschaften.

## Rechtliche Vorschriften
Das Landschaftsschutzgebiet Gewässersystem des Willohsiepens und des Rosentalsiepens mit namenlosem Zufluss nordöstlich Mönekind mit angrenzendem Hangmagergrünland nördlich Mönekind wurde als eines von 58 Landschaftsschutzgebieten vom Typ C, Wiesentäler und bedeutsames Extensivgrünland im Stadtgebiet von Schmallenberg, ausgewiesen. Wie in den anderen Landschaftsschutzgebieten vom Typ C in Schmallenberg besteht im LSG ein Umwandlungsverbot von Grünland und Grünlandbrachen in Acker oder andere Nutzungsformen. Eine Erstaufforstung und eine Anlage von Weihnachtsbaumkulturen ist verboten. Eine maximal zweijährige Ackernutzung innerhalb von zwölf Jahren ist erlaubt, falls damit die Erneuerung der Grasnarbe vorbereitet wird. Dies gilt als erweiterter Pflegeumbruch. Beim erweiterten Pflegeumbruch muss ein Mindestabstand von fünf Metern vom Mittelwasserbett eingehalten werden. Im Stadtgebiet Schmallenberg gibt es auch Landschaftsschutzgebiete vom Typ A (Allgemeiner Landschaftsschutz) und vom Typ B (Ortsrandlage, Landschaftscharakter) mit anderen geringeren Auflagen.